# Bazilika Panny Marie Věčné pomoci
Bazilika Panny Marie Věčné pomoci (fr. Basilique Notre-Dame-du-Perpétuel-Secours) je katolický farní kostel a bazilika minor v 11. obvodu v Paříži na Boulevardu de Ménilmontant.

## Historie
V 19. století došlo ve zdejší čtvrti k výraznému nárůstu obyvatelstva, především dělníků z východní Francie. V roce 1872 byla zřízena kaple, která byla zasvěcena svatému Hippolytovi. V roce 1874 obdržela kaple kopii ikony, která byla uctívána jako Notre-Dame-du-Perpétuel-Secours (Panna Marie Věčné pomoci) a budova byla svěřena Kongregaci Nejsvětějšího Vykupitele.
V letech 1892-1898 nechala kongregace vybudovat kostel. V roce 1960 redemptoristé přenechali kostel pařížské arcidiecézi a tak se stal farním kostelem. Dne 27. června 1966 mu papež Pavel VI. udělil titul baziliky minor přidružené k bazilice Panny Marie Sněžné v Římě.

## Architektura
Novogotický kostel, jehož sanktusník se tyčí do výše 67 metrů, je trojlodní stavba s transeptem, takže její půdorys má tvar latinského kříže. Sloupy a pilíře jsou opatřeny hlavicemi, které jsou vyzdobeny figurálními scénami a rostlinnými motivy a nesou texty s mariánskými litaniemi. Triforium obíhá prostřední loď a chór.
V transpetu se nachází ležící postava Alfonse Marii z Liguori (1696–1787), zakladatele kongregace redemptoristů a je zde i kopie ikony Notre-Dame-du-Perpétuel-Secours.
Zdejší varhany patří k největším v Paříži a byly vysvěceny v roce 2004.